# Mount Diamantina
Mount Diamantina är ett berg i Australien. Det ligger i regionen Cassowary Coast och delstaten Queensland, omkring 1 200 kilometer nordväst om delstatshuvudstaden Brisbane. Toppen på Mount Diamantina är 221 meter över havet. Mount Diamantina ligger på ön Hinchinbrook Island.
Trakten är glest befolkad. Det finns inga samhällen i närheten. 
I omgivningarna runt Mount Diamantina växer i huvudsak städsegrön lövskog. Genomsnittlig årsnederbörd är 1 995 millimeter. Den regnigaste månaden är februari, med i genomsnitt 509 mm nederbörd, och den torraste är augusti, med 20 mm nederbörd.